# علی الخاجه
علی الخاجه (انگلیسی: Ali Al-Khajah؛ زادهٔ ۲۰ مارس ۱۹۹۳) بازیکن فوتبال اهل امارات متحده عربی است.